# مثبط إستيراز الأسيتيل كولين

أسيتيل كولين.

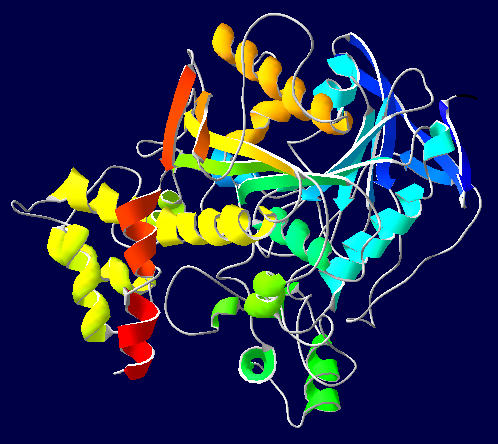
إستيراز الأسيتيل كولين

مثبط إستيراز الأسيتيل كولين (AChEI) هو مثبط يثبط هدم إستيراز الأسيتيل كولين -وهو إنزيم ينتمي إلى عائلة إستراز الكولين- لمركب الأسيتيل كولين إلى كولين وأسيتات، وبالتالي زيادة مستوى ومدة عمل الناقل العصبي أسيتيل كولين في الجهاز العصبي المركزي، العقد المستقلية والمواصل العصبية العضلية، الغنية بمستقبلات الأسيتيل كولين. مثبطات إستيراز الأسيتيل كولين هي أحد نوعين من مثبطات إستراز الكولين والآخر هو مثبطات إستراز بوتريل كولين.
تصنف مثبطات إستيراز الأسيتيل كولين إلى عكوسة (قابلة للعكس) وغير عكوسة وشبه عكوسة.

## الاستخدامات
مثبطات إستيراز الأسيتيل كولين.
- تظهر طبيعيا كسموم وزعافات (مثل أنشيدال)
- تُستخدم كأسلحة (غاز أعصاب)
- تُستخدم في المبيدات الحشرية (مالاثيون)
- تثستخدم طبيا:
  - في علاج وهن عضلي وبيل. وتُستخدم في هذا المرض لزيادة النقل العصبي العضلي.
  - في علاج الماء الأزرق، مثل الإيكوثيوفات.
  - في علاج متلازمة تسارع معدل ضربات القلب الموضعي الانتصابي
  - كترياق للتسمم بمضادات الكولين
  - لعكس تأثير الأدوية المرخية للعضلات غير المزيلة للاستقطاب
  - لعلاج الأعراض العصبية النفسية مثل أعراض الآلزهايمر، وبشكل خاص اللامبالاة.
  - لزيادة فرص الحلم الصافي (عبر تطويل نوم حركة العين السريعة).[6]
  - لعلاج مرض الآلزهايمر، خرف أجسام ليوي، ومرض باركنسون. في هذه الأمراض التنكسية العصبية تُستخدم مثبطات إستيراز الأسيتيل كولين أساسا لمعالحة الأعراض الإدراكية (الذاكرة والعجز في التعلم غالبا) للخرف. تضعف هذه الأعراض بسبب دور الأسيتيل كولين في الجهاز العصبي المركزي. توجد بعض الأدلة التي تقترح أن مثبطات إستيراز الأسيتيل كولين يمكن أن تُضعِف الأعراض الذهانية (خاصة الهلوسات البصرية) في مرض باركنسون.[7]
  - لعلاج الاعتلال الإدراكي في المرضى بالمصابين بالفصام. توجد بعض الأدلة التي تشير إلى فعاليةٍ في علاج الأعراض الإيجابية والسلبية والعاطفية.[8][9][10]
  - كعلاج للتوحد ولزيادة نسبة نوم حركة العين السريعة لدى الأطفال المصابين بالتوحد، إلى جانب الآلية التي تشجع بها الحلم الصافي.[11][12]